# Triodia amasinus
Triodia amasinus is een vlinder uit de familie van de wortelboorders (Hepialidae). De wetenschappelijke naam van de soort is voor het eerst geldig gepubliceerd door Herrich-Schäffer in 1851.
De soort komt voor in Europa en dicht bij Europa. De vleugelwijdte wordt ongeveer 23-25 millimeter.